# Dioscorea obtusifolia
Dioscorea obtusifolia là một loài thực vật có hoa trong họ Dioscoreaceae. Loài này được Hook. & Arn. mô tả khoa học đầu tiên năm 1830.